# Ca la Pudor
Ca la Pudor és un mas ubicat al terme municipal de Riells i Viabrea. La única referència actual del mas és al mapa del Parc Natural del Motseny en escala 1:25.000 de l'Editorial Alpina i al mapa de "Les ruïnes del Montseny".